# ミハイル・モルゾフ

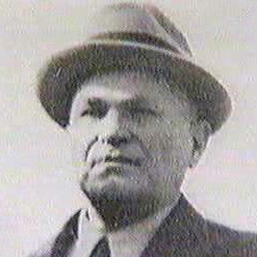
ミハイル・モルゾフ

ミハイル・モルゾフ（Mihail Moruzov, 1887年11月8日 - 1940年）は、ルーマニア王国の政治家。第二次世界大戦前の諜報機関、秘密警察、シグランツァ長官（1924年4月12日 - 1940年9月13日）。ロシア系、ザポロージェ・コサックの子孫。
モルゾフは、18世紀にロシア正教古儀式派の子孫が移り住んだトゥルチャ郡のドナウ川沿いの小さな村のロシアにルーツを持つ司祭の一家に生まれた。モルゾフは大胆かつ機知に富み、外国に起源を持つ家系の出にも拘らず、大出世した。
第一次世界大戦時、ルーマニア軍参謀本部のエージェントとなり、ロシア及びウクライナ出身のルーマニア兵の脱走を唆していたロシア軍革命委員会の活動分子を摘発して功績を上げた。後にドナウ・デルタのシグランツァを指揮して、ドイツ諜報部指導者の一人フォン・マイヤー大佐も含めて、156人のドイツ人スパイを捕獲することができた。
ロシア語とロシアに関する優れた知識が、モルゾフの昇進の際に決定的な役割を果たした。モルゾフは期待に応え、分離していた特務機関を一つ屋根の下に集め、効率的な国外スパイ網を創設した。モルゾフがチェルノフツイ及びキシニョフで徴募したエージェントは、1950年代初めまでブカレストに情報を提供していた。モルゾフは、ソビエト連邦人民委員会議の閉ざされたドアの向こう側でルーマニアについて審議された全てのことを常に知っていた。
しかしながら、モルゾフのロシア系という出自は、彼の全活動期間にわたって二重スパイ疑惑の原因となった。1920年、密告によりモルゾフは逮捕され、駐ガラツ帝政ロシア領事館との協力で告発された。裁判所が告発を受理しなかったにも拘らず、その後もこの議題は再三提起された。モルゾフがルーマニアで最も影響力のある人物の一人となった時ですら、彼の私邸がソビエト大使館と隣り合っていた事実は、多くの噂を呼び起こした。モルゾフは、自分への恒常的な疑惑を逸らすことを期待して、ソ連に対する敵意を常に強調した。例えば、1930年代、ソ連との外交関係回復に関する外務相ニコラエ・チトゥレスクの努力をモルゾフは積極的に阻止した。 
モルゾフの真の飛躍は、1930年の国王カロル2世の帰国後に始まった。モルゾフは、彼の機関が収集したルーマニアの主要政治家に関するファイルを、親政を夢見ていた国王に引き渡し、王宮の信頼を勝ち取った。このおかげで、モルゾフは巨大な権力を自分の手に集中させることができた。
しかしながら、宮廷内の闘争に巻き込まれたモルゾフは多くの敵も作った。1940年、カロル2世を退位させたイオン・アントネスクを首班とする独裁体制が樹立された。モルゾフは、ソ連内務人民委員部（NKVD）との協力の嫌疑で逮捕され、ジラフ監獄に投獄された。ドイツ諜報部、アプヴェーアの長ヴィルヘルム・カナリス提督が特赦を個人的に請願したにも拘らず、裁判も取調もなしに銃殺された。